# 27426 Brettlawrie
27426 Brettlawrie este o planetă minoră (asteroid) din centura de asteroizi. A fost descoperită pe 1 martie 2000 la Catalina Station⁠(d) de Catalina Sky Survey. 
Obiectul prezintă o orbită caracterizată de o semiaxă mare de 2,4761277 UAi, o excentricitate de 0,07, o înclinație de 13,66979 ° în raport cu ecliptica.